# Fan-out
 (septembre 2023).
Si vous disposez d'ouvrages ou d'articles de référence ou si vous connaissez des sites web de qualité traitant du thème abordé ici, merci de compléter l'article en donnant les références utiles à sa vérifiabilité et en les liant à la section « Notes et références ».

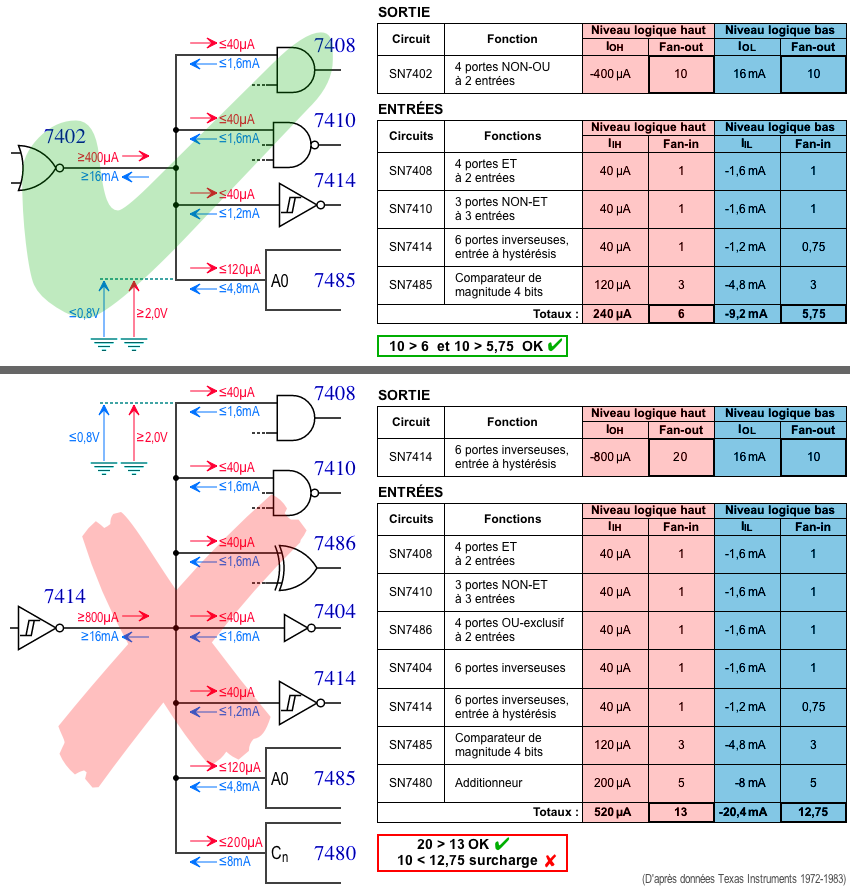
Exemples de détermination du risque de surcharge des sorties des circuits logiques.

En électronique et en complexité, le fan-out d'un fil électrique, ou d'une porte logique, ou d'un port de sortie d'un bloc[Quoi ?], est le nombre maximal de blocs qui peuvent être connectés à la sortie de cet élément. Plus spécifiquement, dans l'étude théorique des circuits booléens, on parlera en français « d'arité sortante » ou de « sortance ».
Si le fan-out d'une porte logique ou d'une bascule est trop petit, elle ne peut plus fournir suffisamment de courant pour transmettre son état aux entrées des blocs qui lui sont connectés : il est possible de la dupliquer afin de diviser par deux cette valeur, ou d'ajouter un arbre d'inverseurs[Quoi ?] pour répéter sa sortie[pas clair].